# Alberti

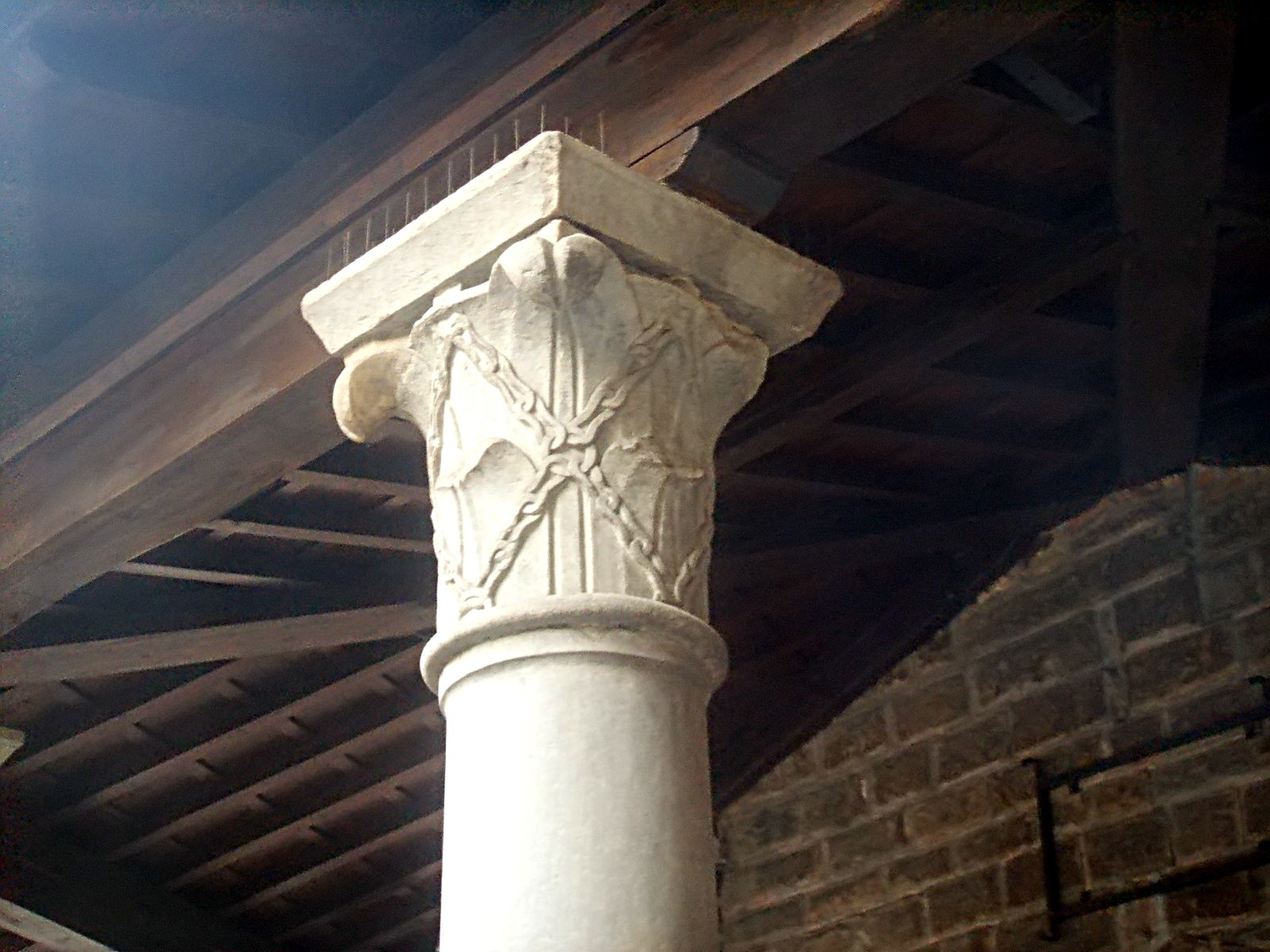
Capitello di una colonna presso la Torre degli Alberti a Firenze, con lo stemma familiare

Gli Alberti (di Catenaia) furono una famiglia di Firenze, importante tra il XIV e il XV secolo. La famiglia, sebbene omonima, non è imparentata con i conti di Prato Alberti, nobili e di origine ancora più antica.

## Storia

### Origini
Gli Alberti di Firenze provenivano dal castello di Catenaia nel Valdarno casentinese, per questo il loro stemma era composto da due catene incrociate. Si inurbarono nel XIII secolo, con il giudice Rustico Alberti, che diede alla casata per tutto il secolo il nome anche di "Alberti del Giudice".  Si divise in più rami, con uno principale che possedeva case e torri nella zona antistante il ponte di Rubaconte.

### A Firenze
Furono un'importante famiglia guelfa della città e vennero esiliati dopo la battaglia di Montaperti. Rientrati a Firenze dopo la disfatta di Manfredi nella battaglia di Benevento (1266), Alberto di Messer Jacopo fu priore nel 1298. Si schierarono con la fazione dei guelfi Neri e possedettero una redditizia compagnia commerciale, che le fece occupare un posto di preminenza tra le famiglie fiorentine del XIV e XV secolo.
Avevano filiali a Bologna, a Genova, a Venezia, ecc. e succursali a Barcellona, Parigi, Gand, Bruxelles, Bruges, Londra, e perfino nel Levante (Siria e Grecia). A Firenze avevano cappelle in varie chiese come Santa Croce, il Carmine e San Miniato al Monte (dove avevano fatto affrescare la sagrestia). Niccolò degli Alberti, quando morì nel 1377, fu salutato da grandi dimostrazioni di cordoglio popolare: grazie alle sue numerose opere di bene si era infatti guadagnato l'appellativo di "Padre dei poveri".

### Secondo esilio
La famiglia fu in seguito nuovamente bandita per aver appoggiato il tumulto dei Ciompi (1378): Benedetto Alberti morì a Rodi nel 1388. Alla fine del Trecento, tuttavia, alcuni membri della famiglia vennero al contrario ammessi a far parte del Patriziato veneziano come riconoscimento per il sostegno fornito alla Serenissima Repubblica durante la Guerra di Chioggia del 1381.

### Umanesimo
Ritornati ancora, furono artefici di un'importante attività come umanisti, mecenati e benefattori. Finanziarono ad esempio la decorazione della sagrestia di San Miniato al Monte di Spinello Aretino, la cappella maggiore di Santa Croce, il ciclo affrescato più grande della basilica che fu realizzato da Agnolo Gaddi. A loro si dovette inoltre la fondazione dell'ospizio di Orbatello e la costruzione di numerosi palazzi cittadini. La villa del Paradiso degli Alberti (nella zona di Badia a Ripoli), agli inizi del Quattrocento, fu uno dei luoghi più ameni della città dove si ritrovarono i primi umanisti fiorentini, cantata da Giovanni da Prato. Della villa restano poche tracce, ma rimangono i pregevoli affreschi nel vicino oratorio di Santa Caterina delle Ruote. Ebbero fra i maggiori esponenti Antonio Alberti (1363 circa-1415), uomo politico e letterato.

### Terzo esilio
Nel 1387, in seguito al loro tentativo di diventare famiglia di spicco nel panorama politico ed economico cittadino, vennero avversati dagli Albizi, che riuscirono ad arrivare al loro esilio, sequestrandone i beni in città. In quel periodo, per quarant'anni, la famiglia si sparse in tutta Europa: il celebre Leon Battista Alberti ad esempio nacque in un nucleo stabilitosi a Genova.

### Rientro a Firenze
Nel 1428 tuttavia furono riabilitati, poterono tornare in città e ricoprire incarichi politici. Furono alleati dei Medici, e quando questa famiglia subì una sorte analoga per l'opposizione degli Albizi (con l'esilio di Cosimo il Vecchio) furono tra gli oppositori che ne aiutarono il rientro, facendo poi a loro volta esiliare gli Albizi.

### Estinzione

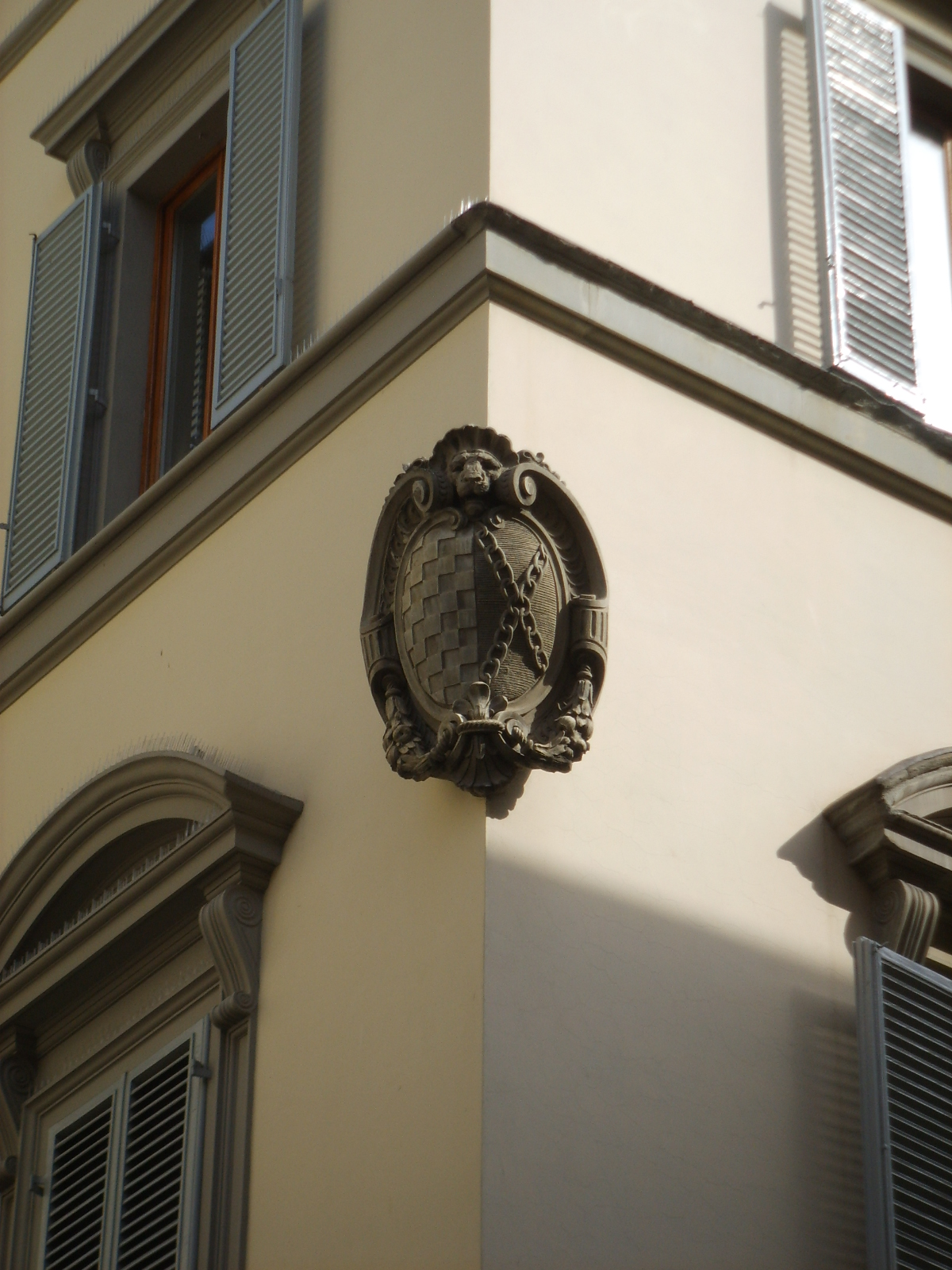
Lo stemma Alberti-Mori Ubaldini sulla cantonata di palazzo Bardi-Tempi

La famiglia diminuì la propria importanza politica dopo la fondazione del Granducato di Toscana, almeno fino all'epoca lorenese, quando furono ben otto Alberti a meritare la dignità senatoria. Nel 1758 Giovan Vincenzo Alberti venne nominato conte palatino dall'imperatore Francesco I. Suo figlio Leon Battista, omonimo del grande architetto, morì però senza eredi, lasciando il nome e le ricchezze ai Mori Ubaldini.
Secondo alcuni genealogisti furono rami di questa famiglia gli Alberti di Bologna e i duchi francesi di Luynes e di Chevreuse.
Spesso i rami piemontesi prolificavano nella variante Aliberti, con l'aggiunta della lettera I.Armoriale delle famiglie italiane (Ali-Alz) Nel suo "Istoria genealogica della famiglia Alberti" lo storico Giacinto De Gubernatis, nel 1713 scrive che già Pietrino Alberti, stabilitosi nel 1300 a Cavour (To), fosse detto dal volgo Aliberti. E così i rami discendenti.http://www.blasonariosubalpino.it/Pagina1.html

## Personalità
- Leon Battista Alberti, architetto, scrittore, e teorico del Rinascimento[2]
- Giacomo Alberti, cardinale dal 1328
- Niccolò degli Alberti, banchiere e mecenate
- Alberto Alberti, cardinale dal 1439
- Pietro Cesare Alberti (1608-1655), discendente veneziano della famiglia, fu il primo italiano a stabilirsi nella colonia olandese di New Amsterdam, in seguito rinominata New York, e pertanto considerato il primo Italo-Americano.
- Antonio Umberto Alberti (1920-2006), professore di Geologia, Capo del Servizio Geologico di Stato e Commendatore della Repubblica Italiana